# Pentax Optio S50

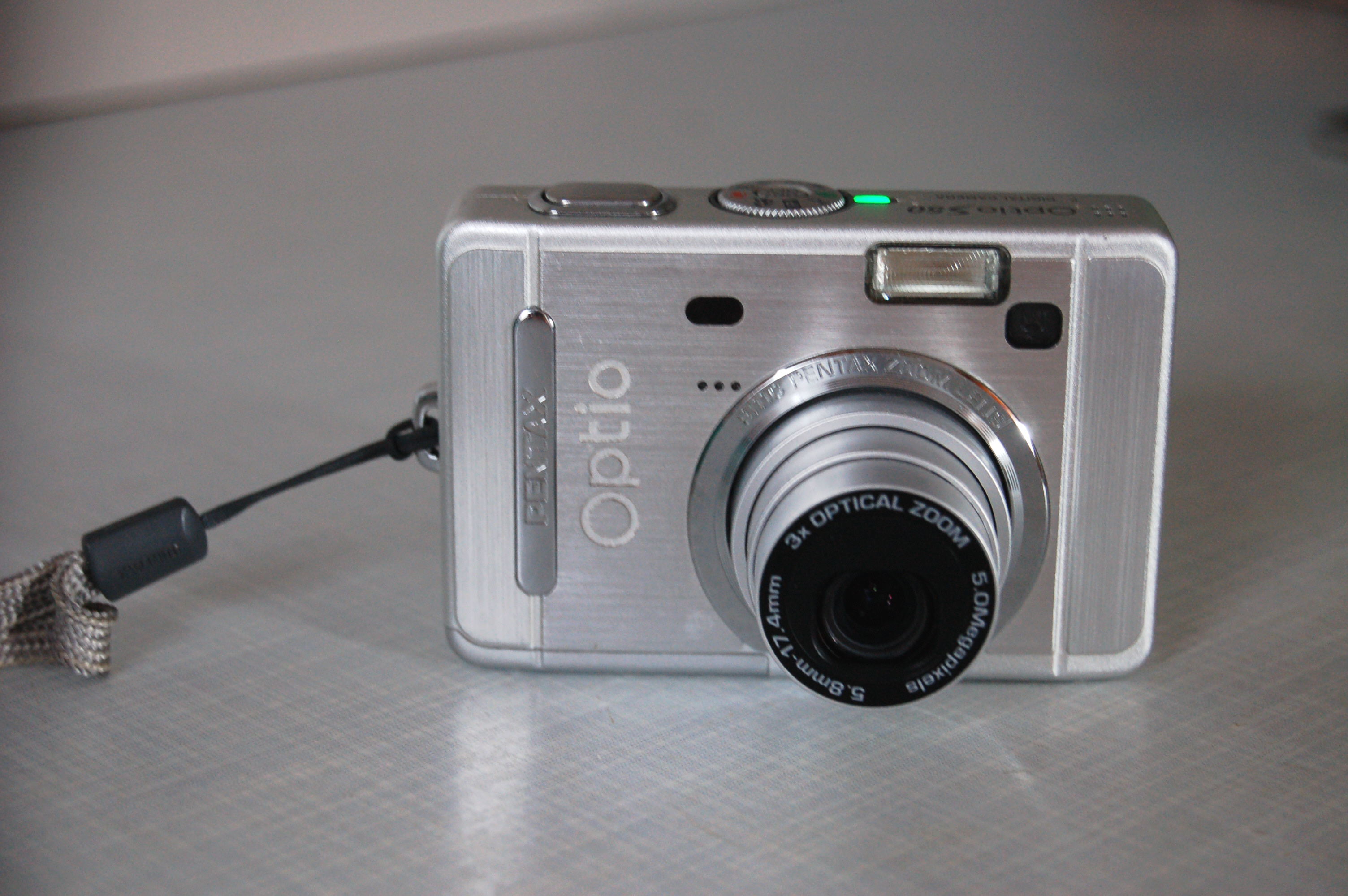
Pentax Optio S50

Die Pentax Optio S50 ist eine digitale Kompaktkamera des japanischen Herstellers Pentax. Sie ist der direkte Nachfolger der Pentax Optio S40. Sie hat eine Auflösung von 5 Megapixeln und verfügt über einen 3-fachen optischen Zoom (35–105 mm Kleinbildäquivalent) und zusätzlich über einen 2,6-fachen digitalen Zoom. Die Kamera hat eine Größe von ca. 90 × 59 × 25 mm und besitzt ein farbiges LC-Display von 1,8 Zoll mit einer Auflösung von ca. 85.000 Pixel. Das Gehäuse ist überwiegend aus Aluminium gefertigt und silberfarbig. Sie hat ein Gewicht von ca. 130 Gramm. Als Speichermedium können SD-Speicherkarten (keine SDHC) von bis zu 4 GB verwendet werden, zudem verfügt die Kamera über einen internen Speicher von 11 MB. Der Belichtungsindex lässt sich unabhängig vom Automatikmodus manuell vierfach verstellen (50, 100, 200, 400 ISO). Das eingebaute Blitzgerät mit automatischer Zuschaltung bei schlechten Lichtverhältnissen lässt sich manuell zu- bzw. abschalten.
Besonderheiten: Durch die Verwendung des speziellen Unterwassergehäuses können mit der S50 Film- und Fotoaufnahmen in bis zu 40 Meter Tauchtiefe (JIS-Stufe 8) gemacht werden. Außerdem besitzt die Kamera eine Anzeige für die Weltzeit von 62 Städten und 28 Zeitzonen.